# 사르베팔리 라다크리슈난
사르베팔리 라다크리슈난(텔루구어: సర్వేపల్లి రాధాకృష్ణ, 타밀어: சர்வபள்ளி இராதாகிருஷ்ணன், 영어: Sarvepalli Radhakrishnan, BR, OM, 1888년 9월 5일~1975년 4월 17일)은 인도의 철학자 겸 독립운동가이자 정치인이다.

## 생애

### 학력
- 인도 보어히 대학교 철학과 학사
- 인도 칼쿠타 대학교 대학원 철학과 석사
- 인도 마드라스 기독교대학교 대학원 철학과 철학박사

### 일생
모교인 인도 칼쿠타 대학교에서 철학과 교수를 지내며 1947년 인도가 영국으로부터 독립할 때까지 민족 운동을 역설하던 그는 1952년 1월 26일부터 1962년 5월 14일까지 10년간 인도 공화국의 초대 부통령을 지냈으며, 1952년 1월 26일부터 1957년 1월 1일까지는 라젠드라 프라사드 당시 인도 공화국 대통령을 보좌하여 5년간 인도 국정 실권을 전담하였다.
이후 1962년 5월 12일부터 1962년 5월 14일까지도 프라사드를 보좌하여 2일간 인도 국정 실권 위임을 받아 국권을 전담하다가 프라사드 대통령을 승계하여 1962년 5월 14일부터 1967년 5월 13일까지 5년간 인도 공화국 제2대 대통령을 역임하였다.

## 서훈
- 1931년 기사작위(Knight Bachelor) 서임[1]
- 인도의 공화국 독립(1947년) 이전에 서임을 받았으므로, 이름 앞에 '경(Sir)' 을 쓸 수 있는 정식 작위이다. 그러나 그가 생전 '경' 보다는 '박사(Dr.)' 호칭을 주로 씀에 따라 경의 호칭은 잘 붙이지 않는다.
- 1954년 바라트 라트나(Bharat Ratna, BR)
- 1963년 명예 메리트 훈장(honorary OM)
- 인도의 공화국 독립(1947년) 이후에 받은 훈장이므로, 기사단 명단에는 포함되지 않는 명예 훈장이다.

## 역대 선거 결과
| 선거명      | 직책명        | 대수 | 정당   | 득표율   | 득표수    | 결과 | 당락 |
| ----------- | ------------- | ---- | ------ | -------- | --------- | ---- | ---- |
| 1952년 선거 | 인도의 부통령 | 1대  | 무소속 | 단독후보 | 무투표    | 1위  |      |
| 1957년 선거 | 인도의 부통령 | 1대  | 무소속 | 단독후보 | 무투표    | 1위  |      |
| 1962년 선거 | 인도의 대통령 | 2대  | 무소속 | 98.2%    | 553,067표 | 1위  |      |

## 같이 보기
- 인도 철학
- 탈식민주의